# جيش الهدنة

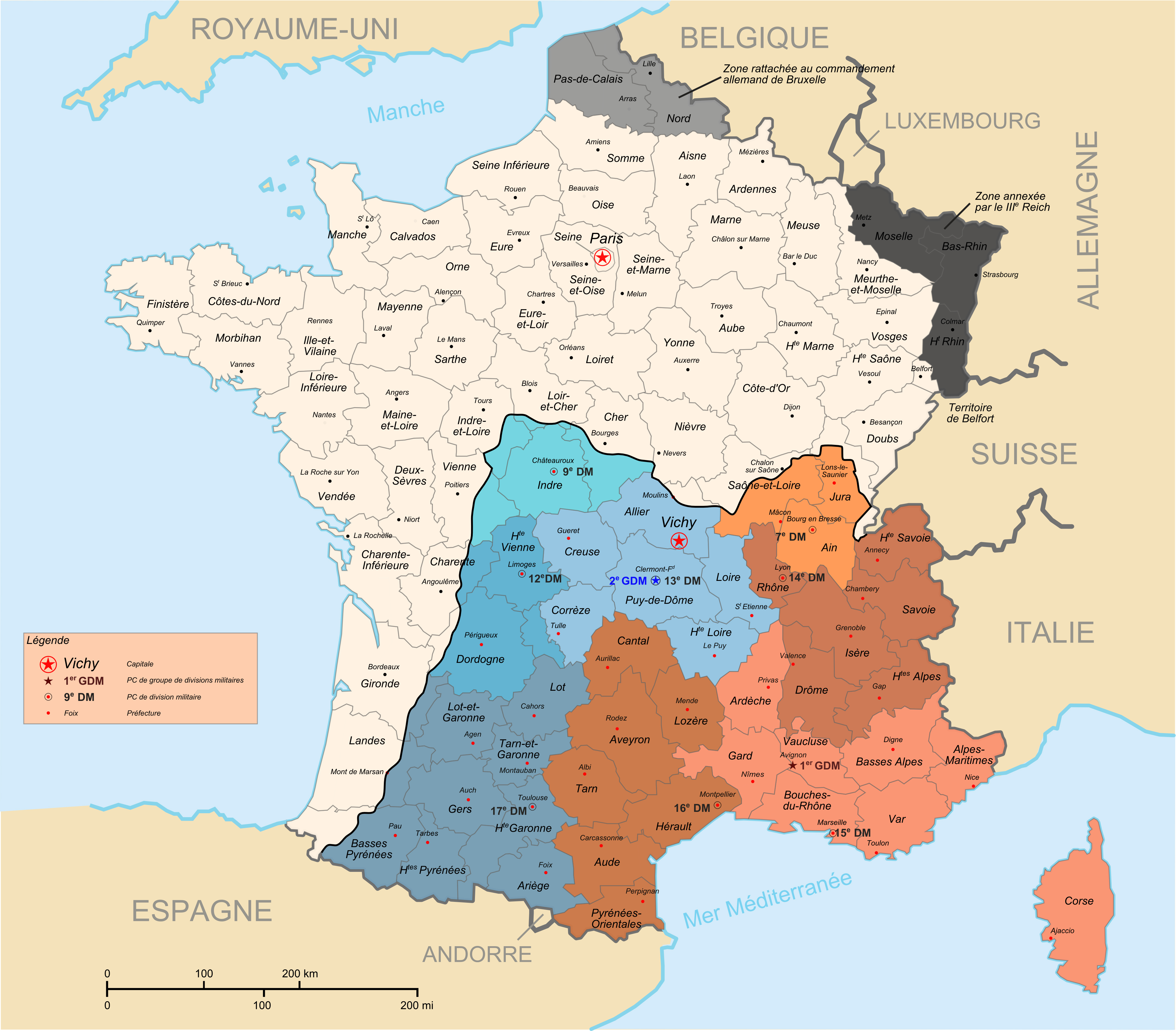
الفرق العسكرية لجيش الهدنة لفرنسا الفيشية خلال الفترة 1940-1942

جيش الهدنة (بالفرنسية: Armée de l'Armistice)‏ أو جيش فيشي الفرنسي هو القوات المسلحة التابعة لفرنسا الفيشية المسموح بها بموجب شروط الهدنة الموقعة في 22 يونيو 1940. حل هذا الجيش رسميًا في عام 1942 بعد الغزو الألماني لـ"المنطقة الحرة" (Zone libre) الخاضعة لنظام فيشي بشكل مباشر. بلغ عدد جيش الهدنة بداية العام 1942، 550 ألف رجل، منهم 21 ألف ضابط. 

## تاريخ

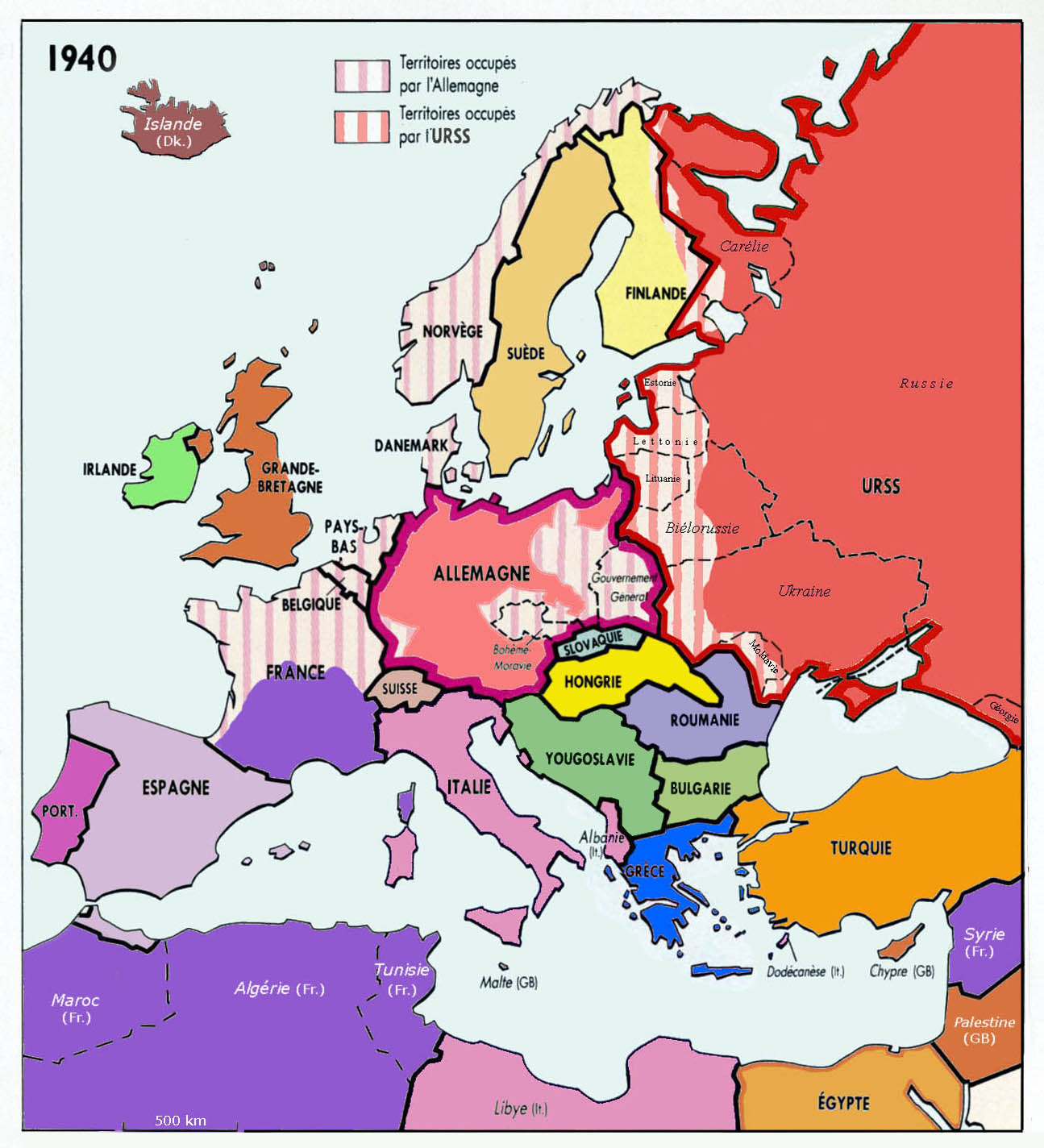
تُظهر الخريطة بوضوح تقسيم فرنسا وفقًا لجميع الحقائق التاريخية في تلك الحقبة: ضمت ألمانيا النازية الألزاس واللورين، واحتلت شمال فرنسا وكل ساحل المحيط الأطلسي وصولاً إلى الحدود مع إسبانيا. ترك ذلك بقية فرنسا، بما في ذلك الخُمسين المتبقيين من جنوب وشرق فرنسا ومقاطعات ما وراء البحار في شمال إفريقيا تحت سيطرة حكومة فرنسية متعاونة مقرها في مدينة فيشي، يرأسها المارشال فيليب بيتان.

سمحت المادة الرابعة من هدنة 22 يونيو 1940 بوجود جيش فرنسي صغير - جيش الهدنة (Armée de l'Armistice) - متمركز في المنطقة الحرة (فرنسا غير المحتلة)، والإمبراطورية الاستعمارية الفرنسية في الخارج.  كان يرأسها المارشال فيليب بيتان، بطل الحرب العالمية الأولى. وكانت وظيفة هذه القوات هي الحفاظ على النظام الداخلي والدفاع عن الأراضي الفرنسية من هجوم الحلفاء. كان من المقرر أن تظل القوات الفرنسية تحت القيادة العامة للقوات المسلحة الألمانية.
كان جيش الهدنة قوة محدودة، أنشئ في يوليو 1940، بعد احتلال ألمانيا لفرنسا. احتل الجزء الشمالي من منطقة العاصمة في الفترة من يونيو 1940 إلى نوفمبر 1942 نتيجة للهدنة، واحتلت المنطقة المتبقية بالكامل نتيجة لغزو الحلفاء لشمال إفريقيا الفرنسية (عملية الشعلة) وولاء الجيش الفرنسي الاستعماري في أفريقيا للحلفاء. إلى جانب جيشها النظامي المحدود، أنشأت الدولة الفرنسية قوات غير نظامية لمحاربة المقاومة الفرنسية والشيوعيين. كلاهما يعتبران أعداء من قبل فيشي والسلطات الألمانية.
حُددت القوة الدقيقة لجيش فيشي بـ 3,768 ضابطًا و15,072 ضابط صف و75,360 رجلاً. يجب أن يكون جميع الأعضاء متطوعين. بالإضافة إلى الجيش، تم تحديد حجم قوات الدرك عند 60,000 رجل بالإضافة إلى قوة مضادة للطائرات قوامها 10,000 رجل. على الرغم من تدفق الجنود المدربين من القوات الاستعمارية (تم تقليل حجمهم بموجب الهدنة)، كان هناك نقص في المتطوعين. ونتيجة لذلك، تم الإبقاء على 30 ألف رجل من دفعة عام 1939. في بداية عام 1942، تم إطلاق سراح هؤلاء المجندين، لكن لم يكن هناك عدد كاف من الرجال. بقي هذا النقص حتى حُل الجيش، على الرغم من مطالبات فيشي للألمان من أجل شكل منتظم من التجنيد الإجباري.
حُرم جيش فيشي من الدبابات والمركبات المدرعة الأخرى وكان يعاني من نقص شديد في وسائل النقل الآلية، وهي مشكلة خاصة لوحدات سلاح الفرسان. تؤكد ملصقات التجنيد الباقية على فرص الأنشطة الرياضية، بما في ذلك الفروسية، مما يعكس التركيز العام الذي وضعته حكومة فيشي على الفضائل الريفية والأنشطة الخارجية وواقع الخدمة في قوة عسكرية صغيرة ومتخلفة تقنيًا. استبدلت السمات التقليدية المميزة للجيش الفرنسي قبل عام 1940، مثل الكبية والكابوتات الثقيلة (المعاطف ذات الأزرار الخلفية) بالبيريه والزي الرسمي المبسط.
لم تنشر سلطات فيشي جيش الهدنة ضد جماعات المقاومة النشطة في جنوب فرنسا، واحتفظت بهذا الدور لميليشيا فيشي، وهي قوة شبه عسكرية أنشأتها حكومة فيشي في 30 يناير 1943 لمحاربة المقاومة؛ حتى يتمكن أفراد الجيش النظامي من الانشقاق والانضمام إلى قوات ماكيس بعد الاحتلال الألماني لجنوب فرنسا وحل جيش الهدنة في نوفمبر 1942. على النقيض من ذلك، استمرت الميليشيا في التعاون وتعرض أعضاؤها للانتقام بعد التحرير.
خفضت قوات فيشي الاستعمارية الفرنسية بعد شروط الهدنة. ومع ذلك، يكتب كلايتون أن الأهداف الألمانية في أفريقيا كانت أفضل خدمة لها في عام 1940 هي استمرار الإدارة الفرنسية بدلاً من تدخلات إسبانيا أو إيطاليا. وهكذا حصل الفرنسيون على اتفاق لاستمرار جيش أفريقيا بقوة 100 ألف جندي، بالإضافة إلى 20 ألف عامل عسكري لشمال أفريقيا. تم زيادة العدد الإجمالي المسموح به في فبراير وأبريل 1941، وبعد ذلك وصلت القوة إلى 127,000 بالإضافة إلى 16,000 من القوم.  في غرب أفريقيا الفرنسية، كان المجموع الأولي 33,000، يتألفون من رماة، مجموعة مدفعية، فوج سلاح الفرسان، ووحدات لوجستية.
وتضمنت القوات في أماكن أخرى ما يقرب من 40,000 جندي في جيش الشام (Armée du Levant)، في لبنان وسوريا. سُمح للقوات الاستعمارية بالاحتفاظ ببعض المركبات المدرعة، على الرغم من أن هذه كانت في الغالب دبابات رينو إف تي-17 المتقادمة من الحرب العالمية الأولى.

## حل القوات في فرنسا القارية
بعد بدء غزو الحلفاء لشمال أفريقيا الفرنسية (عملية الشعلة)، أمر أدولف هتلر بحل جيش الهدنة في البر الرئيسي لفرنسا في 26 نوفمبر 1942. وتشبث بعض ضباط الأركان بالاحتمال الذي اقترحه هتلر لتشكيل جيش ذو شكل جديد. وفي 23 ديسمبر، وضع هتلر أخيرًا حدًا لهذا الأمل بإعلانه أن "إنشاء جيش فرنسي جديد [...] أمر غير وارد".  أدى اكتشاف مخازن الأسلحة غير القانونية إلى تقويض ثقة الألمان في السلطات الفرنسية بشكل كبير.  فُرض موعد نهائي في 23 يناير 1943 على الحكومة الفرنسية: بعد هذا التاريخ، كان من المقرر أن يتحمل قادة المناطق العسكرية المعنية المسؤولية الشخصية. طوال عام 1943، فر العديد من الضباط العاملين عبر إسبانيا إلى شمال إفريقيا؛  توجه حوالي 12,000 من الأفراد المدنيين أو العسكريين إلى شمال أفريقيا. 
على الرغم من فقدان ثقة الجيش الألماني نتيجة اكتشاف مستودعات الأسلحة المموهة، واصل الجنرال يوجين بريدو، الذي احتفظ بلقب وزير الدولة للحرب، جهوده لإعادة تشكيل الوحدات المسلحة. لكن المارشال جيرد فون روندستيدت رفض، ولم يكن للكتائب الأفريقية أي اتصالات مع منظمة عسكرية فرنسية.  حصل بيير لافال من هتلر في بيرشتسجادن، في 30 أبريل 1943، على إذن بإنشاء قوة عسكرية صغيرة. صدر القانون في 15 يوليو 1943، وفي 23 يوليو، تمكن بريدو من تشكيل الفوج الأول الفرنسي وتألف من ثلاث كتائب من المشاة وسلاح الفرسان على ظهور الخيل والدراجات.  صُمم الفوج الأول للحفاظ على التقاليد، وشارك في الاشتباكات ضد المقاومة؛ أصبح في النهاية جزءًا من قوات الداخل الفرنسية.

## التنظيم
كان جيش فيشي الفرنسي يتكون من مجموعتي الفرق العسكرية الأولى والثانية، وقوات شمال أفريقيا والهند الصينية، ووحدات خاضعة للتحكم المباشر بشكل منفصل: 

### مجموعة الفرق العسكرية الأولى
شكلت المجموعة الأولى في سبتمبر 1940. وكان مقرها الرئيسي في أفينيون. حل الفيلق في عام 1942 مع إطلاق عملية أنطون وتقلصت قوة فيشي الفرنسية. كان للفيلق العسكري الأول السيطرة الشاملة على الفرق الموجودة في جنوب فرنسا وجنوب شرق فرنسا. شاركت بشكل خاص في عملية دراغون (إلى جانب الجيش الألماني ). على الرغم من أن الفيلق نفسه لم ير أبدًا وحدات قتالية كاملة، إلا أن جزءًا منه شارك في المعارك في كل من عملية الشعلة في شمال إفريقيا والحملة السورية اللبنانية. 
شمل تنظيم الفيلق عام 1941 ما يلي: 

#### الفرقة العسكرية السابعة
سيطرت الفرقة على وحدات في شرق فرنسا، ولا سيما على الحدود السويسرية. 
تم تنظيم الفرقة العسكرية السابعة في سبتمبر 1940 تحت قيادة اللواء بيير روبرت دي سانت فنسنت. في نوفمبر 1942، حلت الفرقة. وبالإضافة إلى السيطرة على الوحدات العسكرية، فقد أشرفت أيضًا على المناطق العسكرية الأولى والثانية بالإضافة إلى سرب أمني وساحات تدريب. 
تضمن هيكل الفرقة عام 1941:   
- نائب قائد الفرقة العسكرية السابعة
  - قائد مشاة، الفرقة العسكرية السابعة
    - لواء المطاردين الرابع
      - الكتيبة المقاتلة الأولى
      - الكتيبة المقاتلة الثانية
      - الكتيبة المقاتلة العاشرة

    - فوج المشاة الـ65
    - فوج المشاة الـ151

  - فوج المدفعية الـ61
  - فوج التنين الخامس
  - كتيبة المهندسين العاشرة
  - مجموعة الإشارات السابعة والثامنة
  - سرية الإمدادات السابعة
- القيادة العسكرية للمقاطعات
  - القيادة العسكرية في مقاطعة سون ولوار
  - القيادة العسكرية في مقاطعة آن
  - القيادة العسكرية في مقاطعة جورا
- قيادة المنطقة العسكرية
  - قيادة المنطقة العسكرية في سان كلود
  - قيادة المنطقة العسكرية في لوهانس
  - قيادة المنطقة العسكرية في شارول
  - قيادة المنطقة العسكرية في جنوب لون لو سونييه
  - قيادة المنطقة العسكرية في شمال لون لو سونييه
- أراضي تدريب فالبون [الإنجليزية] (فالبون)
- السرب الرابع، حرس الفيلق الأول

#### الفرقة العسكرية الرابعة عشرة
نظمت الفرقة في سبتمبر 1940 تحت قيادة الفريق ألفريد ماري جوزيف لويس مونتاني.  في نوفمبر 1942 حلت الفرقة. وبالإضافة إلى سيطرة الفرقة على الوحدات الميدانية، فقد أشرفت أيضًا على مناطق عسكرية بالإضافة إلى سرب أمني وساحات تدريب. 

#### تشكيلات فيالق أخرى
- الفرقة العسكرية الخامسة عشر [15]
- الفرقة العسكرية السادسة عشر [16]
- لواء الفرسان الاحتياطي العام الأول
- مجموعة الدفاع الجوي الثانية عشرة
- مجموعة الدفاع الجوي الثالثة عشرة
- مجموعة الدفاع الجوي الرابعة عشرة

### مجموعة الفرق العسكرية الثانية
- رئيس الأركان، الفيلق الثاني[17]
  - الفرقة العسكرية التاسعة
  - الفرقة العسكرية الثانية عشرة
  - الفرقة العسكرية 13
  - الفرقة العسكرية 17
  - لواء الفرسان الاحتياطي العام الثاني

### القائد العام لمسرح شمال أفريقيا
- المنطقة العسكرية التاسعة عشرة [18]
  - فرقة الجزائر
  - فرقة قسنطينة
  - فرقة وهران
- قائد القوات في تونس [19]
  - الفوج الرابع من الزواف (تونس)
  - فوج المناوشين التونسيين الرابع (سوسة وقابس)
  - فوج المشاة الاستعماري الـ43 (بنزرت)
  - فوج الصيادين الأفريقيين الرابع (تونس)
  - فوج الصبايحية التونسي الرابع
  - فوج المدفعية الأفريقي الـ62
  - ثلاث مجموعات من الفيلق الثامن للغارد
- قائد القوات بالمغرب [20]
  - الفرقة الإقليمية المستقلة للدار البيضاء
  - الفرقة الإقليمية لفاس
  - الفرقة الإقليمية لمراكش
  - الفرقة الإقليمية لمكناس

### فيلق جيش الهند الصينية
- فرقة أنام (فيما بعد تحولت إلى لواء فقط) [21]
- فرقة كوشينشاين-كامبودج
- فرقة تونكين

## ملحوظات
1. ↑  d'Abzac-Epezy، Claude (2012). "Armée et secrets, 1940-1942". Bulletin de l'Institut Pierre Renouvin. ج. 36 ع. 2: 47. DOI:10.3917/bipr.036.0045. ISSN:1276-8944. مؤرشف من الأصل في 2023-04-21.
2. ↑  Maury، Jean-Pierre. ""Convention d'armistice" – Text of the armistice signed in Rethondes on 22 June 1940". mjp.univ-perp.fr. جامعة بربينيان. مؤرشف من الأصل في 2012-06-04. اطلع عليه بتاريخ 2015-06-11..
3. ↑  Clayton، Anthony (1988). France, Soldiers, and Africa. London: Brassey's Defence Publishers. ص. 129. ISBN:0-08-034748-7.
4. ↑  Paxton 2004، صفحات 420–421
5. 1 2 3  Paxton 2004، صفحات 423–426
6. 1 2  Paxton 2004، صفحة 427
7. ↑  "Vichy Army in Metropolitan France, 15.04.1941". niehorster.org. مؤرشف من الأصل في 2021-11-27. اطلع عليه بتاريخ 2019-01-24.
8. ↑  Niehorster، Dr Leo. "XIXe Région Militaire, Operation Torch, Campaign for North Africa, 08.11.42". www.niehorster.org. مؤرشف من الأصل في 2019-01-26. اطلع عليه بتاريخ 2019-01-24.
9. ↑  "Vichy Army in Metropolitan France, 15.04.1941". niehorster.org. مؤرشف من الأصل في 2021-11-27. اطلع عليه بتاريخ 2019-01-24."Vichy Army in Metropolitan France, 15.04.1941". niehorster.org. Retrieved 2019-01-24.
10. ↑  "7e Division Militaire, French Vichy Army, 15.04.1941". niehorster.org. مؤرشف من الأصل في 2021-08-17. اطلع عليه بتاريخ 2019-01-22.
11. 1 2 3  "7e Division Militaire, French Vichy Army, 15.04.1941". niehorster.org. مؤرشف من الأصل في 2021-08-17. اطلع عليه بتاريخ 2019-01-22."7e Division Militaire, French Vichy Army, 15.04.1941". niehorster.org. Retrieved 2019-01-22.
12. ↑  The Organization and Order of Battle of Militaries in World War II: Volume VI Italy and France Including the Neutral Countries of San Marino, Vatican City (Holy See), Andorra, and Monaco. ص. 492.
13. ↑  "Vichy French Forces" (PDF). مؤرشف من الأصل (PDF) في 2017-01-27. اطلع عليه بتاريخ 2019-01-26.
14. ↑  "14e Division Militaire, French Vichy Army, 15.04.1941". www.niehorster.org. مؤرشف من الأصل في 2020-10-23. اطلع عليه بتاريخ 2019-01-24.
15. ↑  "15e Division Militaire, French Vichy Army, 15.04.1941". www.niehorster.org. مؤرشف من الأصل في 2021-08-28. اطلع عليه بتاريخ 2019-01-24.
16. ↑  "16e Division Militaire, French Vichy Army, 15.04.1941". www.niehorster.org. مؤرشف من الأصل في 2019-01-26. اطلع عليه بتاريخ 2019-01-24.
17. ↑  The Organization and Order of Battle of Militaries in World War II: Volume VI Italy and France Including the Neutral Countries of San Marino, Vatican City (Holy See), Andorra, and Monaco. ص. 492.The Organization and Order of Battle of Militaries in World War II: Volume VI Italy and France Including the Neutral Countries of San Marino, Vatican City (Holy See), Andorra, and Monaco. p. 492.
18. ↑  Niehorster، Dr Leo. "XIXe Région Militaire, Operation Torch, Campaign for North Africa, 08.11.42". niehorster.org. مؤرشف من الأصل في 2019-01-26. اطلع عليه بتاريخ 2019-01-25.
19. ↑  Clayton، Anthony (1988). France, Soldiers, and Africa. London: Brassey's Defence Publishers. ص. 130. ISBN:0-08-034748-7.
20. ↑  Niehorster، Dr Leo. "Commandement Supérieur des Troupes du Maroc, (XIXe Région Militaire), Operation Torch, Campaign for North Africa, 08.11.42". niehorster.org. مؤرشف من الأصل في 2019-01-26. اطلع عليه بتاريخ 2019-01-25.
21. ↑  "Forces Terrestres en Indochine, Vichy France, 08.11.1941". niehorster.org. مؤرشف من الأصل في 2021-06-23. اطلع عليه بتاريخ 2019-01-25.

### مقالات
- d'Abzac-Epezy، Claude (2001). "La rénovation de la formation militaire dans l'armée de l'armistice". Revue historique des armées. ج. 223. مؤرشف من الأصل في 2009-03-31..
- d'Abzac-Epezy، Claude (2012). "Armée et secrets, 1940-1942: le contre-espionnage de l'armée de Vichy". Bulletin de l'Institut Pierre Renouvin. ج. 36: 45–56. DOI:10.3917/bipr.036.0045. مؤرشف من الأصل في 2023-04-21..
- Bachelier، Christian (2000) [1993]. "L'armée française entre la victoire et la défaite". في Jean-Pierre Azéma؛ François Bédarida (المحررون). La France des années noires (ط. 2nd). Éditions du Seuil. ج. 1: De la défaite à Vichy. ISBN:2020183072..
- Bachelier، Christian (2000) [1993]. "La nouvelle armée française". في Jean-Pierre Azéma؛ François Bédarida (المحررون). La France des années noires (ط. 2nd). Éditions du Seuil. ج. 2: De l'Occupation à la Libération. ISBN:2020183072..
- de Longuemar، Pierre (2009). "En lisant l'ouvrage de Robert O. Paxton sur l'armée de Vichy et le corps des officiers français de 1940 à 1944". Guerres Mondiales et Conflits Contemporains. Paris: Presses universitaires de France. ج. 234 ع. 2: 119–135. DOI:10.3917/gmcc.234.0119. مؤرشف من الأصل في 2023-04-26..